# Чжу Цзяньэр
Чжу Цзяньэр (кит. упр. 朱践耳, пиньинь Zhū Jiàn'ěr; 18 октября 1922 года, Тяньцзинь, Чжили, Бэйянское правительство — 15 августа 2017 года) — китайский композитор, автор симфонических произведений, балетной музыки, песен.

## Биография
Чжу Цзяньэр родился 18 октября 1922 года в городе Тяньцзине, вырос в Шанхае, Китай. После окончания школы с ним случилась беда — из-за разрыва трахеи началось кровотечение и мальчик в течение четырёх лет был прикован к постели. В эти колониальные для Шанхая годы в городе работали радиостанции, которые не только пропагандировали западную идеологию, но и способствовали развитию культуры. Они транслировали много музыки, которую слушал Чжу на своем радиоприемнике. Его здоровье постепенно восстановилось, и Чжу, вспоминая молодость, говорил: «Музыка спасла мне жизнь, это моя жизнь».
C 1940 года он и сам начал сочинять музыку. В 1945 году Чжу устроился в Театр Четвёртой Армии, с 1947 года работал в Восточно-Китайской военной и культурно-промышленной труппе, сочинял военную музыку, которая широко исполнялась по всей армии. Музыка композитора поднимала боевой дух в войсках, чем он очень гордился.
В 1954 году композитор задумал учиться в СССР, для этого он почти год готовился к поступлению, изучал русский язык, сочинял композиции. Согласно правилам, студенты в годы учёбы не могли приезжать на родину, и Чжу, который к этому времени женился и имел двоих детей вынужден был скрывать свое семейное положение.
Сдав экзамены, он в 1955 году поступил в Московскую консерваторию имени П. И. Чайковского (педагог профессор «Ба Лхаса»). По окончании в 1960 году консерватории вернулся в Китай. Работал композитором в Шанхайской экспериментальной опере.
В 1975 году Чжу устроился работать в Шанхайский симфонический оркестр, до своей смерти он был композитором Шанхайского симфонического оркестра. В эти годы им было написано большинство композиций, состоящих из небольших вокальных сочинений, среди которых «接过雷锋的枪» и «唱支山歌给党听» («пение народных песен на вечеринке», ставшие широко распространенными песнями в Китае. Был профессором Шанхайской консерватории.
Сочинял музыку для западных и традиционных китайских инструментов (поперечная флейта Ди, струнный смычковый инструмент Эрху и др.). Его произведения исполнялись по всему миру. В 2000 году по просьбе французского виолончелиста Йо-Йо Ма в рамках проекта «Шелковый путь» сочинил композицию «Шелковый путь».
Его произведение «Дни эмансипации» (翻身的日子; для традионного китайского инструмента Баньху и оркестра), написанное в 1950-м году, хорошо известно на западе после его появления в 1981 в сборнике Sony Classical Records «Фазы Луны: традиционная китайская музыка».
Композитор уделял большое внимание включению китайской национальной музыки в симфонические произведения. В его сочинении «Цзян Сюэ» (江雪) это наглядно продемонстрировано. Около 70 лет он ездил с магнитофоном в Юньнань, район Гуйчжоу, расположенный недалеко от Снежной горы, ища «голос нации». В этих экспедициях он записывал звуки леса, пение птиц, журчание ручьев, шум ветра, а потом перекладывал их на музыку.
Чжу принимал участие в большом количестве зарубежных музыкальных фестивалей, таких как шестой фестиваль китайских композиторов Тайваня (1993), Radio Music Festival (1996), фестиваль азиатской музыки в Иокогаме (2000), Гонконгский международный фестиваль современной музыки (2002) и др.
Чжу Цзяньэр скончался 15 августа 2017 года в Шанхае. Согласно воле Чжу, его тело было пожертвовано больнице для медицинских исследований.

## Список основных произведений
- 节日序曲 (праздничная Увертюра), соч. 10 (1958)
- Симфония-Кантата:英雄的诗篇 (Поэмы героев), соч. 14 (оригинал:1959 — 1960; первая редакция: 1964; вторая редакция: 1993)
- Балетная музыка:南海长城 (Великая стена у Южно-китайского моря, 1965)
- 怀念 (Мемориал), для струнных, соч. 18(1978—1988)
- 交响幻想曲:纪念为真理献身的勇士 (Симфоническая фантазия: память о храбрых, принесенных в жертву за правду), соч. 21 (1980)
- 交响组曲:黔岭素描(симфонические сюиты: эскизы горы «Цянь»), Соч. 23(1982)
- 蝴蝶泉组曲:二胡与管弦乐队(Сюита для Эрху и оркестра: Весенние бабочки), соч. 24(1983)
- 交响音诗:纳西一奇(Симфоническая поэма: чудеса Накси), соч. 25 (1984)
- 交响诗:百年沧桑(Симфоническая поэма: превратности века)

Симфонии:
- Симфония № 1
- Симфония № 2
- Симфония № 3, «Тибет»
- Симфония № 4, «6.4.2-1», для Ди и оркестра
- Симфония № 5, барабана и оркестра
- Симфония № 6, «3Г», для лент и Оркестр
- Симфония № 7, «天籟、地籟、人籟 (звуки рая, земли и человечества)»
- Симфония № 8, для 16 ударных и виолончели
- Симфония № 9 для хора и оркестра
- Симфония № 10, «江雪 (снег на реке)»